# Andorra
Andorra, ufficialmente Principato di Andorra (in catalano Principat d'Andorra), è un microstato situato nei Pirenei orientali, tra la Francia e la Spagna.
È il sesto Stato più piccolo d'Europa con una superficie di 468 km² e una popolazione stimata di 87 486 abitanti nel 28 febbraio 2025. È un principato fondato nel 1278 e retto da due coprincipi: il vescovo della diocesi di Urgell e il presidente della Repubblica francese.

## Storia

### Dal Medioevo all'età moderna

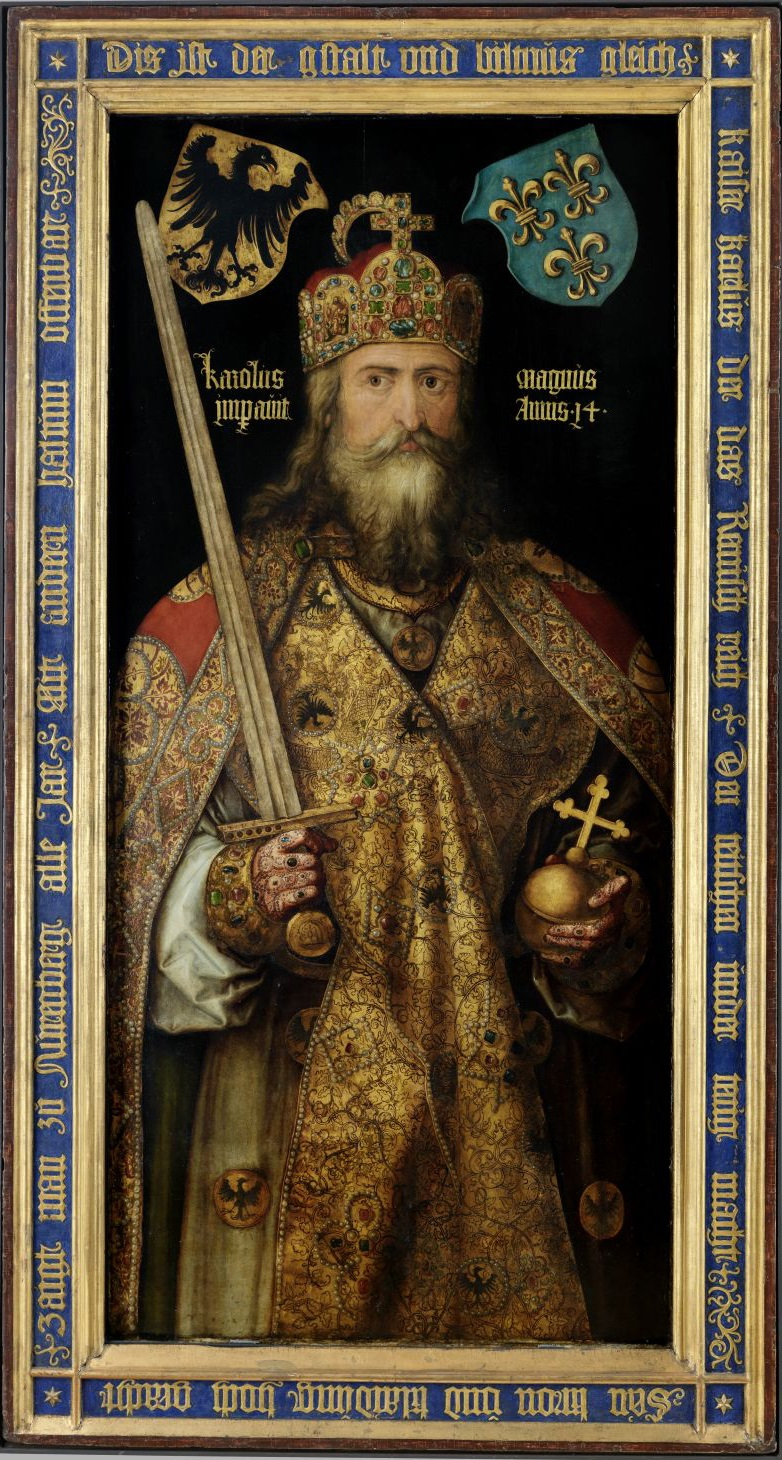
Ritratto di Carlo Magno, di Albrecht Dürer

Le prime origini di un'entità politico-territoriale andorrana si intrecciano con le evoluzioni storiche francesi: tradizione vuole, che Carlo Magno abbia concesso autonomia al popolo andorrano in cambio dell'alleanza contro i mori. Carlo Magno viene considerato il fondatore di Andorra  e la data di fondazione di Andorra risalirebbe all'805. La Signoria del popolo sarebbe quindi passata al conte di Urgell e conseguentemente al vescovo della diocesi locale. Fu lo stesso apparato ecclesiastico a concedere la supremazia del principato ai Signori di Caboet, che presto si imparentarono con la dinastia dei conti di Foix: il Conte ereditò in breve tempo anche territori al di là dei Pirenei, inclusa Andorra.
Dal IX fino al XIII secolo il territorio di Andorra fu una dipendenza del vescovo di Urgell. Nell'XI secolo sorse una disputa su Andorra tra il vescovo e il suo vicino occitano. Nel 1278, il conflitto tra il vescovo di Urgell e i conti di Urgell venne risolto dalla firma di un accordo (paréage), che stabiliva come la sovranità di Andorra sarebbe stata divisa tra il conte di Foix (il cui titolo sarebbe in seguito stato trasferito al capo di Stato francese) e il vescovo insediato a La Seu d'Urgell, in Catalogna. Il paréage, un'istituzione feudale che riconosceva il principio di uguaglianza dei diritti condivisi da due regnanti, diede al piccolo principato la sua forma territoriale e politica e uno statuto destinato a rimanere sostanzialmente intatto sino a oggi.
Attraverso gli anni il titolo comitale (di Conte) di Foix passò ai re di Navarra, ma quando Enrico III di Navarra divenne Enrico IV di Francia, emanò un editto nel 1607 che trasmetteva il titolo, di origine franca, al capo di Stato francese, mantenendo i privilegi del vescovo d'Urgell: venivano così nominati formalmente due coprincipi per governarla. Nel 1505 la Corona d'Aragona tentò vanamente di annettere Andorra ai propri domini, trovando l'opposizione della Francia.

### Età contemporanea
Nel 1806 venne costituita da Napoleone la Repubblica indipendente di Andorra, retta da un consiglio elettivo, che dal 1811 al 1814 fece parte del Primo Impero francese. Napoleone s'impadronì poi della Catalogna, dividendola in quattro département. Andorra risultò annessa a questo territorio, inserita insieme alla vicina Puigcerdà nel Département de Sègre.
Nel 1866, nel Principato di Andorra si assistette a un importante processo di riforma istituzionale, noto con il termine di Nova Reforma, promulgata il 22 aprile 1866.
Durante la prima guerra mondiale Andorra dichiarò guerra all'Impero tedesco, ma non prese parte effettivamente al conflitto per l'esiguità delle proprie risorse. Curiosamente rimase però in uno stato di formale guerra con la Germania fino al 1939, non essendo stata invitata alla conferenza di pace di Parigi e non avendo perciò firmato il trattato di Versailles.
Nel 1933 la Francia occupò Andorra a causa del malcontento sociale sorto dopo la tornata elettorale dell'epoca. Il 12 luglio 1934 un avventuriero, di nome Boris Skosyrev, fece una proclamazione solenne a La Seu d'Urgell, autodichiarandosi Boris I, principe sovrano di Andorra, e dichiarando simultaneamente guerra al vescovo di Urgell. Fu arrestato otto giorni dopo, il 20 luglio, dalle autorità spagnole e definitivamente espulso dalla Spagna.
Dal luglio 1936 al giugno 1940 un distaccamento delle forze armate francesi fu stanziato nel principato per prevenire effetti negativi dalla guerra civile spagnola sul principato. Le truppe franchiste, del resto, raggiunsero i confini andorrani al termine del conflitto. Andorra fu coinvolta solo parzialmente nelle guerre europee e mondiali, restando legata strettamente alla Francia e alla Spagna e diventando un significativo punto di contrabbando tra la Francia di Vichy e la Spagna. Tra il novembre 1942 e l'agosto 1944 ci fu ad Andorra un distaccamento tedesco della Wehrmacht.
Nel 1993 Andorra ha varato una costituzione democratica sotto la guida di Francesc Areny Casal e il sistema politico è stato profondamente ammodernato. Dal 1993 il principato siede come componente di pieno diritto alle Nazioni Unite e al Consiglio d'Europa.
Data la sua posizione relativamente isolata, Andorra si è trovata al di fuori del corso principale della storia europea, con pochi legami con nazioni diverse da Francia e Spagna. In tempi recenti, comunque, la sua fiorente industria turistica, assieme allo sviluppo di trasporti e vie di comunicazione, ha messo fine all'isolamento del principato.

## Geografia

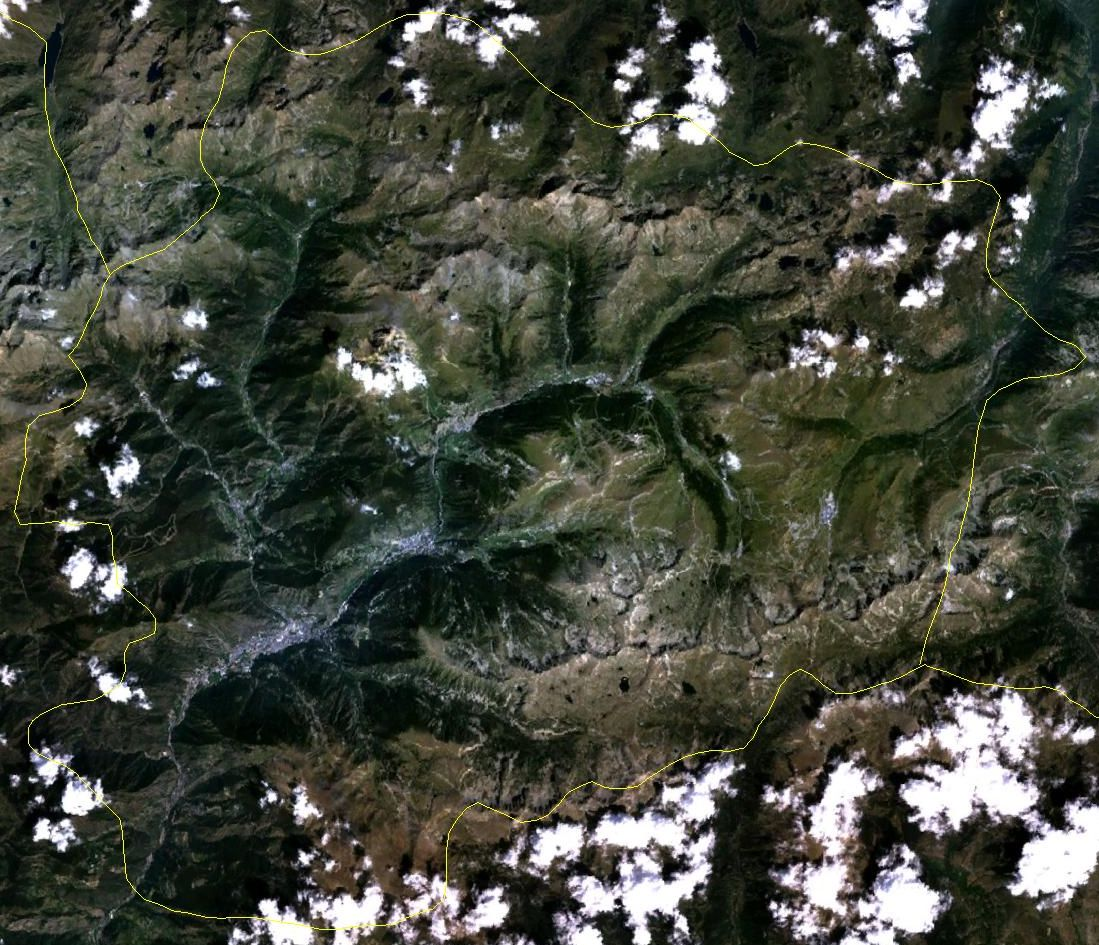
Immagine satellitare

Il territorio dello Stato è il più esteso (468 km²) fra i sei microstati d'Europa. Andorra confina a nord-est, nord e nord-ovest e a est con la Francia, mentre a ovest, sud-ovest, sud e sud-est con la Spagna. È quindi uno Stato senza sbocco al mare. In Europa è uno dei soli tre paesi (gli altri due sono il Liechtenstein e la Moldavia, il primo confinante solo con la Svizzera e l'Austria e il secondo solo con la Romania e l'Ucraina) che hanno una doppia triplice frontiera con gli stessi due Stati.

### Orografia

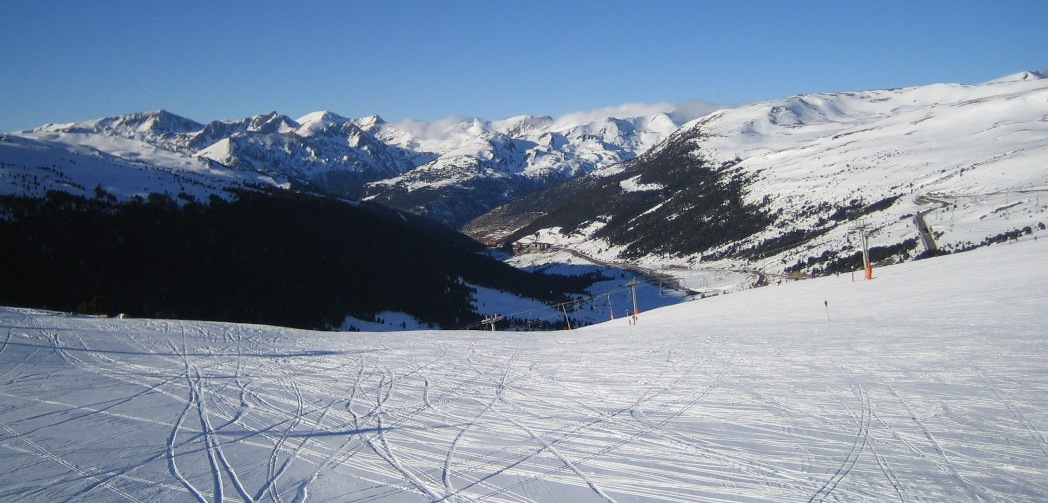
Tipico panorama andorrano con monti di 2800 metri circa a Grau Roig, nella parte orientale del Paese

Come si conviene alla sua posizione nel versante meridionale della catena dei Pirenei, Andorra consiste principalmente di montagne frastagliate con un'altezza media di 1996 m s.l.m., il cui punto più alto è la Coma Pedrosa a 2942 m. Queste sono separate da tre strette valli a forma di Y che si combinano in una nel punto in cui il fiume Valira lascia lo Stato per entrare in Spagna (nel punto meno elevato di Andorra ha 870 m). Il confine con la Francia si trova nelle vicinanze del colle d'Envalira a 2409 m.

### Idrografia

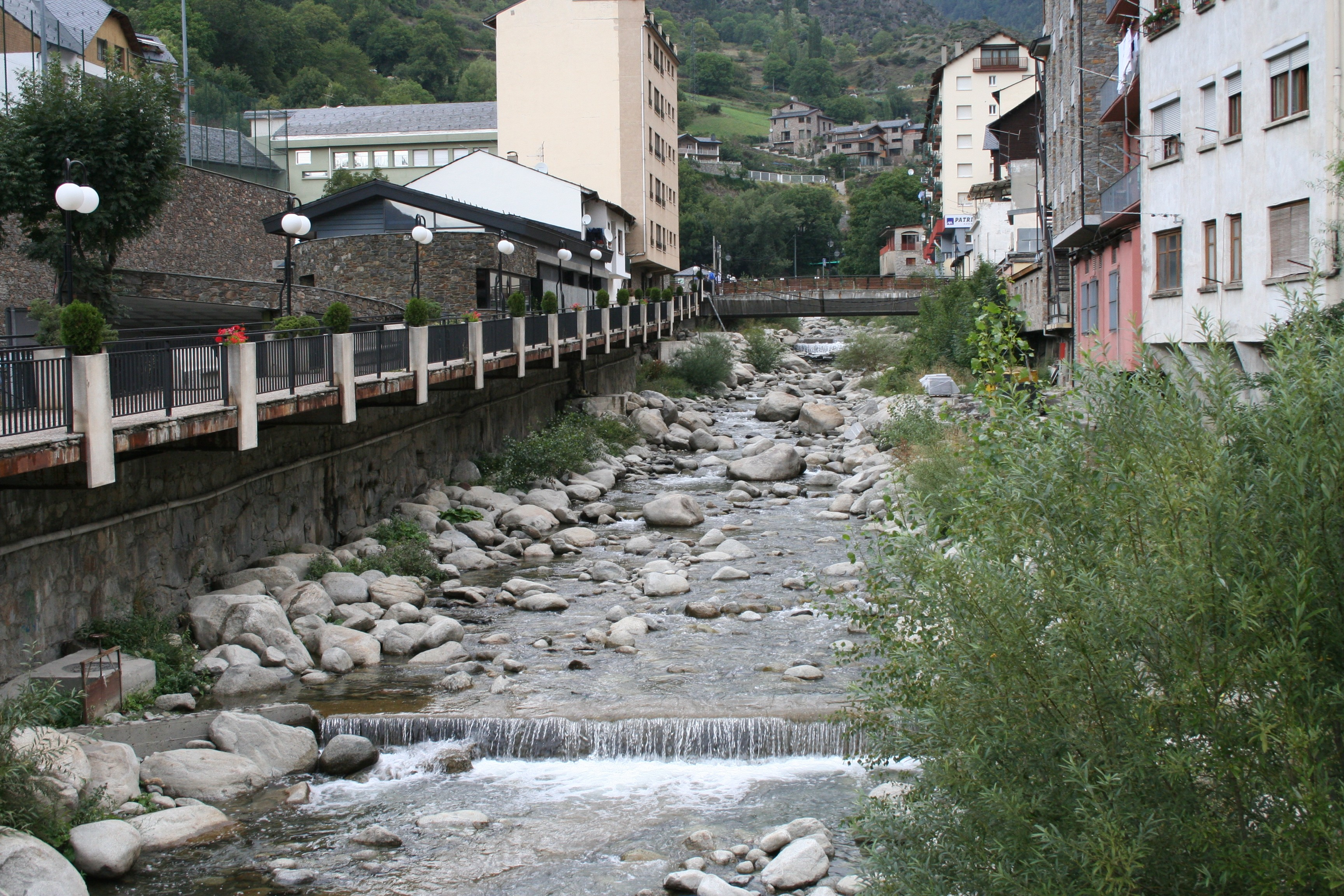
La Valira a Encamp

Essendo completamente circondato da montagne e da altri Stati, Andorra non ha sbocchi sul mare e pertanto non ha coste. Le acque interne, invece, data anche la forte presenza di monti e nevai, sono molto numerose. Il fiume principale è il Valira che passa per la capitale Andorra la Vella e termina il suo tratto andorrano a Fontaneda passando in Spagna, proprio accanto alla frontiera. Altro fiume importante è l'Ariège, che segna una piccola parte del confine orientale con la Francia.
I laghi sono tutti di origine montana e glaciale e vengono chiamati estany. Il più importante e vasto, anche se le dimensioni dei numerosi specchi d'acqua sono pressoché similari ovunque, è l'Estany de Juciar.
- Nord: Basers de Font Blanca (42°39′17″N 1°33′04″E)
- Sud: Conangle - Riu Runer (42°25′43″N 1°31′02″E)
- Ovest: Coll de l'Aquell (42°29′11″N 1°24′32″E)
- Est: Riu de la Palomera - Riu Arièja (42°34′26″N 1°47′10″E)

Altezza
- Massima: Coma Pedrosa, (2942 m) (42°35′N 1°27′E)
- Minima: Conflent del riu Runer, (840 m) (42°26′N 1°29′E)

Centro
- Centro geografico: vicino Encamp, 42°32′30″N 1°35′51″E

Centri abitati
- Nord: El Serrat
- Sud: Mas d'Alins
- Ovest: Bixessarri
- Est: Pas de la Casa

## Clima
Il clima di Andorra secondo la Classificazione dei climi di Köppen è di tipo alpino nelle zone di alta montagna e continentale nelle zone più basse dei monti e nella valle del Valira e dei suoi affluenti minori. Il clima andorrano è caratterizzato da nevicate in inverno, con inverni molto freddi e rigidi e fresco d'estate; le nevicate possono essere abbondanti in alta montagna e la neve può permanere fino a maggio.

## Popolazione
Gli andorrani costituiscono solo la maggioranza relativa del loro stesso Stato: solo il 40% ha la cittadinanza andorrana. Il secondo gruppo più grande è quello spagnolo (32%), con portoghesi (10%) e francesi (10%) che rappresentano gli altri gruppi principali di residenti stranieri. Il rimanente 8% appartiene ad altre nazionalità. Attualmente ci vivono 90 000 abitanti (2019); la densità di popolazione è 167 ab./km².
| 1950 | 6 176  |
| 1960 | 8 392  |
| 1970 | 19 545 |
| 1980 | 35 460 |
| 1990 | 54 507 |
| 2000 | 65 844 |
| 2010 | 85 015 |
| 2015 | 78 014 |

### Religione
La religione predominante è il cattolicesimo.

### Lingue
L'unica lingua ufficiale è il catalano, anche se spagnolo, francese e occitano sono parlati comunemente. Ad Andorra parlano catalano 57 395 persone e altre 4 618 lo capiscono, quindi 62 013 persone capiscono o parlano il catalano su 69 150 abitanti.
Secondo Observatori Social d'Andorra, la situazione linguistica di Andorra è la seguente:
| Lingua madre | Quota |
| --- | ----- |
| Catalano | 38,8% |
| Spagnolo | 35,4% |
| Occitano | 15%   |
| Francese | 5,4%  |
| Altra | 5,5%  |
| 2005 3 PoliticaLinguistica.pdf (PDF). URL consultato il 14 dicembre 2018 (archiviato dall'url originale il 22 agosto 2013). |       |

### Suddivisioni storiche e amministrative

Parrocchie di Andorra

Andorra è amministrativamente divisa in sette unità principali definite parrocchie (parròquies, al singolare parròquia), i cui confini seguono quelli delle parrocchie ecclesiastiche. Alcune di queste parrocchie (Ordino, La Massana e Sant Julià de Lòria) sono suddivise in quarts (quarti) mentre la parrocchia di Canillo è suddivisa in veïnats (vicinati). Ogni parrocchia è costituita da diversi villaggi, ed è amministrata dal comune (comú), retto da un consiglio comunale e da due consoli, uno maggiore (cònsol major) e uno minore (cònsol menor).
Esse sono:
| - Parrocchia di Andorra la Vella: capoluogo La Vella - Parrocchia di Canillo: capoluogo Canillo - Parrocchia di Encamp: capoluogo Encamp - Parrocchia di Escaldes-Engordany: capoluogo Escaldes - Parrocchia de La Massana: capoluogo La Massana - Parrocchia di Ordino: capoluogo Ordino - Parrocchia di Sant Julià de Lòria: capoluogo Sant Julià de Lòria |

### Città principali

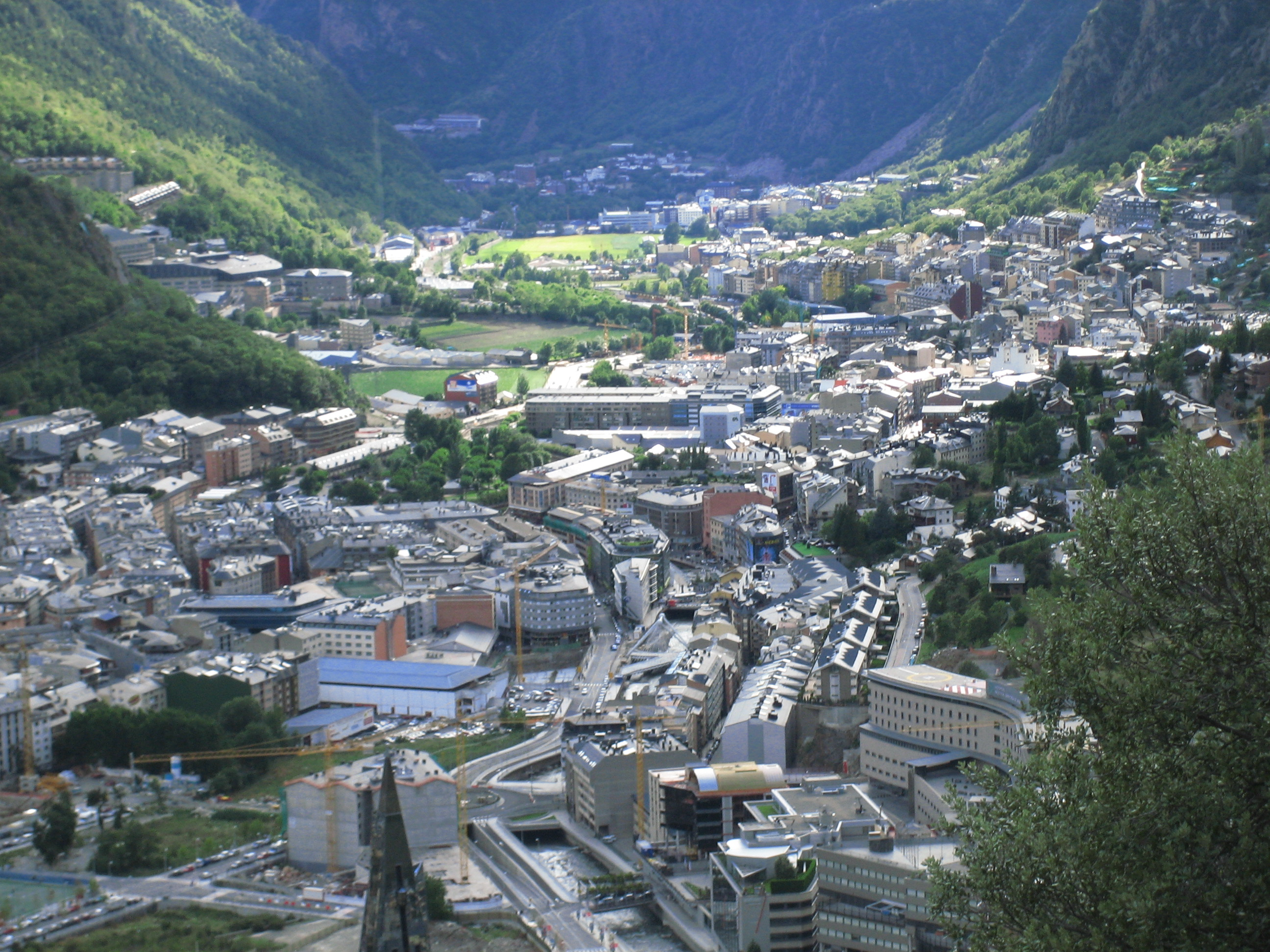
Andorra la Vella

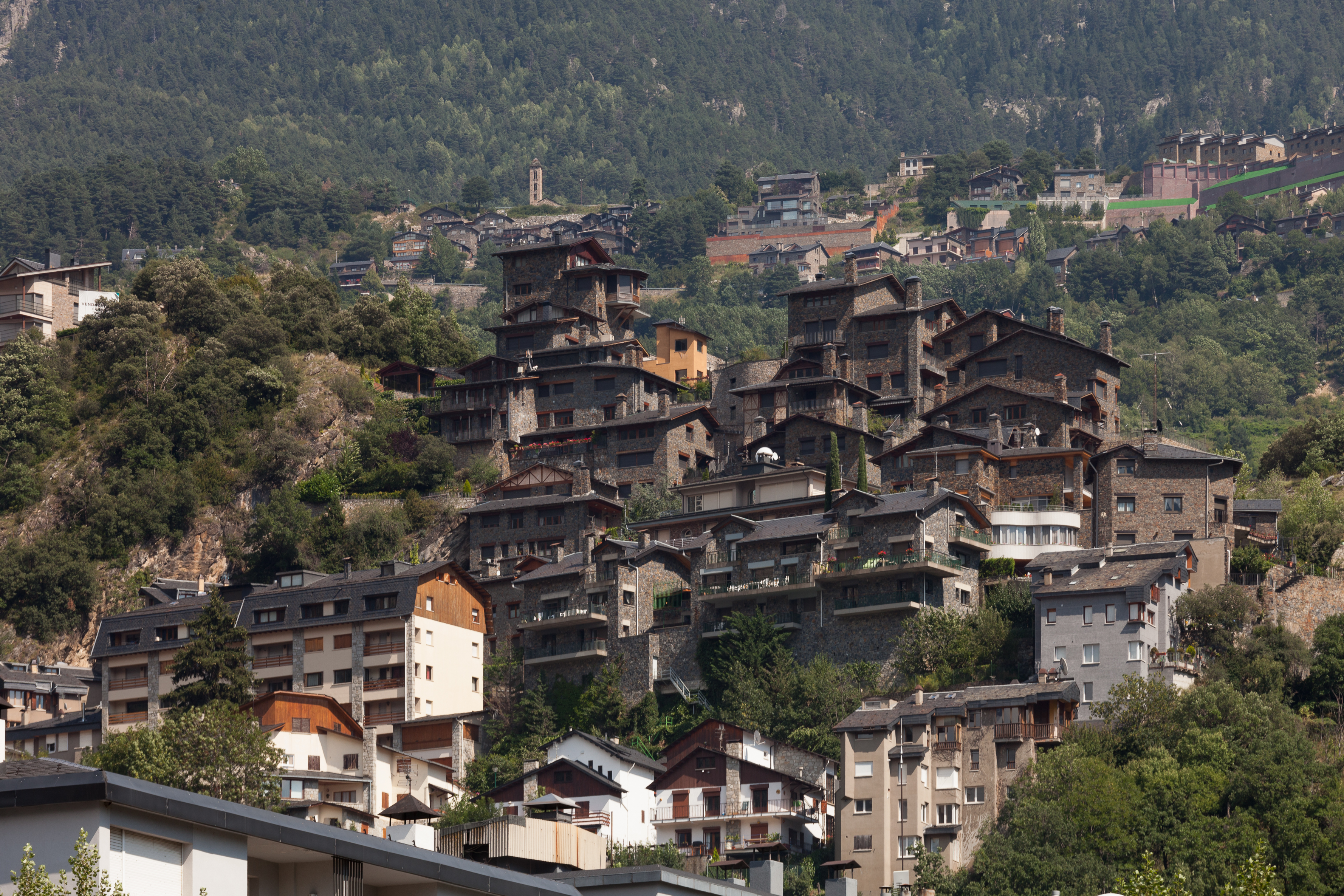
Escaldes-Engordany

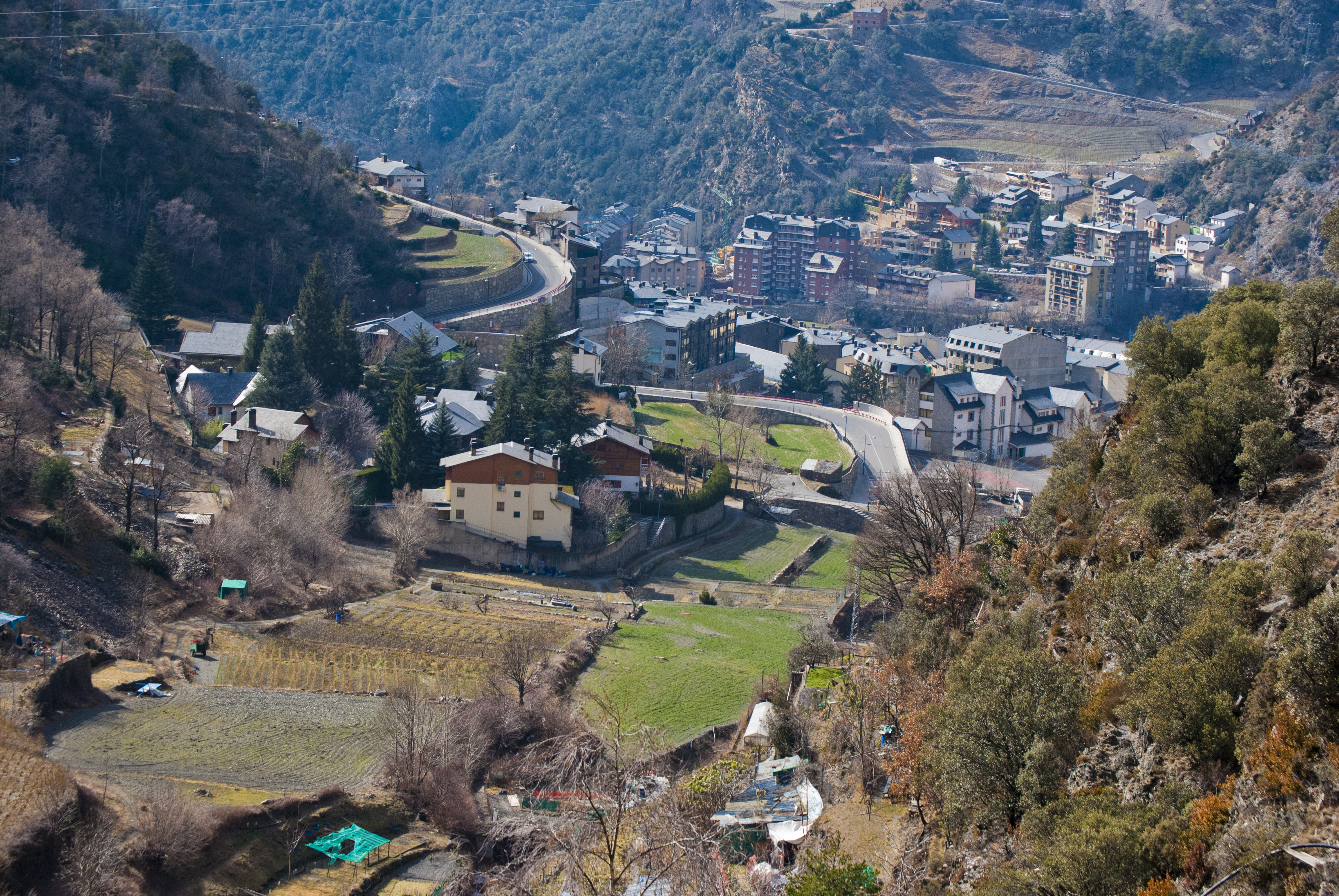
Sant Julia de Loria

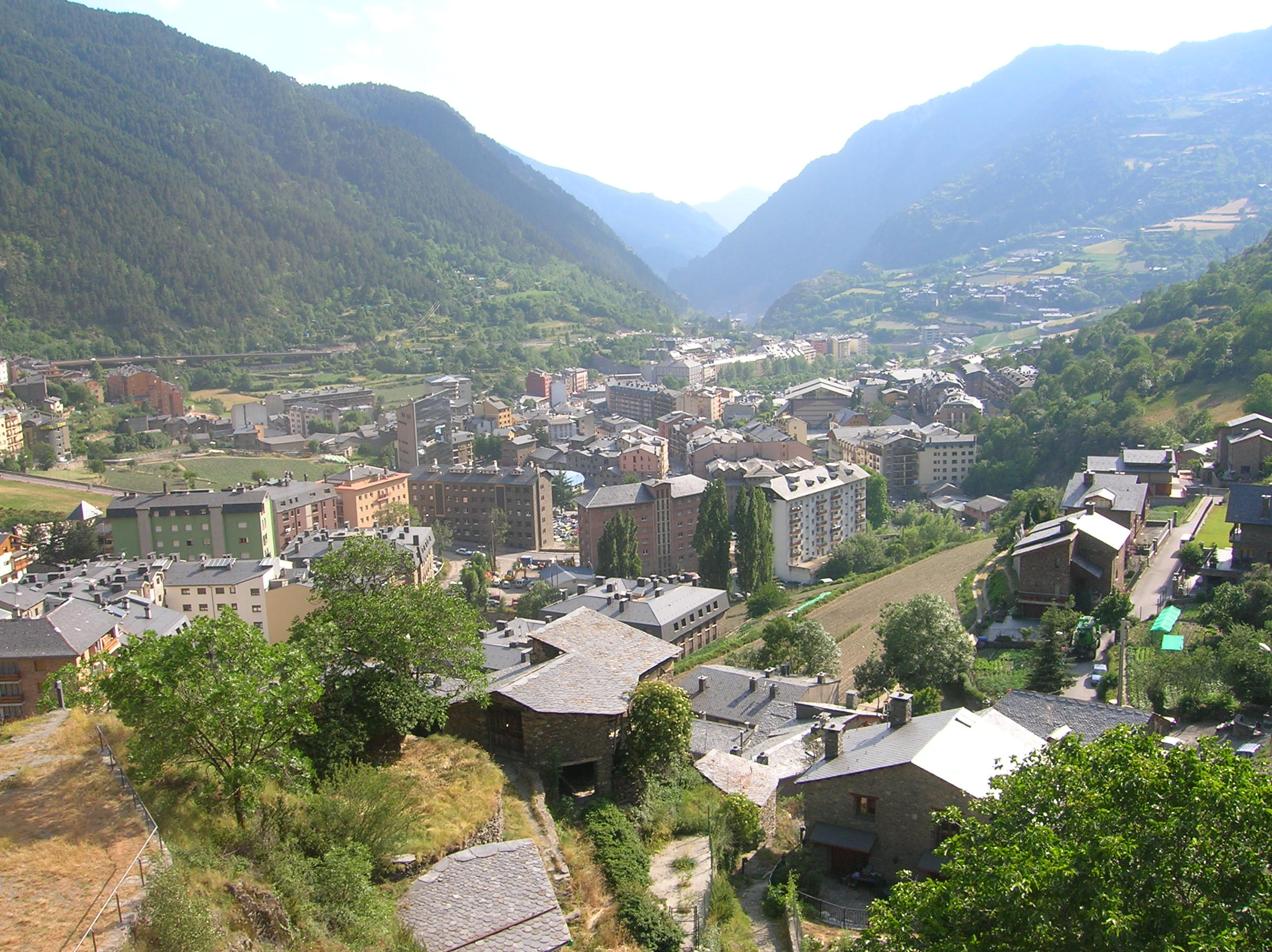
Encamp

|                      | Città               | Parrocchia          | Popolazione |
| -------------------- | ------------------- | ------------------- | ----------- |
| 1                    | Andorra la Vella    | Andorra la Vella    | 20 719      |
| 2                    | Engordany           | Escaldes-Engordany  | 15 506      |
| 3                    | Encamp              | Encamp              | 8 326       |
| 4                    | Sant Julià de Lòria | Sant Julià de Lòria | 7 962       |
| 5                    | La Massana          | La Massana          | 5 979       |
| 6                    | Santa Coloma        | Andorra la Vella    | 3 323       |
| 7                    | Ordino              | Ordino              | 3 217       |
| 8                    | Canillo             | Canillo             | 2 550       |
| 9                    | Pas de la Casa      | Encamp              | 2 156       |
| 10                   | Arinsal             | La Massana          | 2 127       |
| Statistiche del 2023 |                     |                     |             |

## Sistema politico

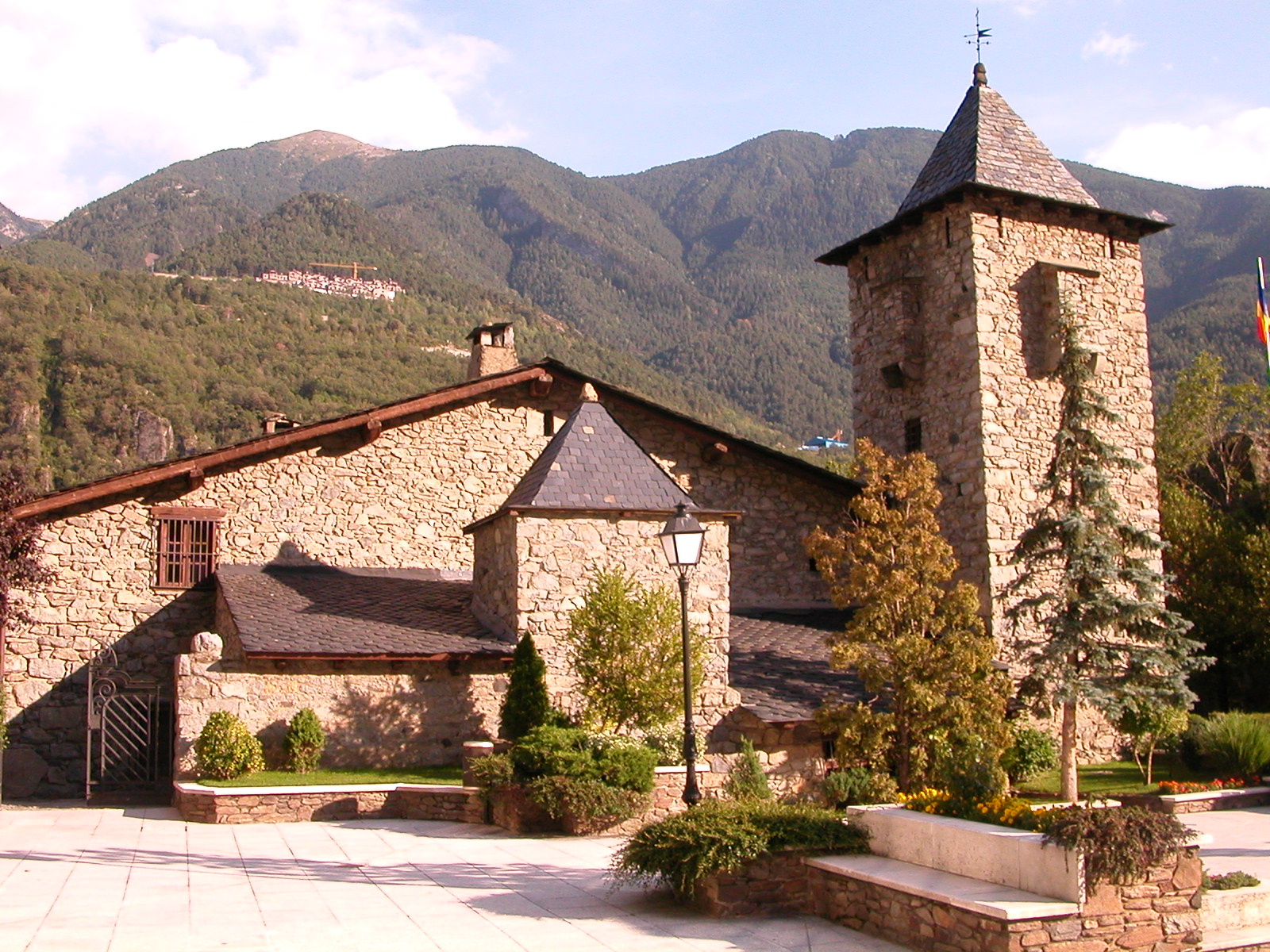
Casa de la Vall, sede del Parlamento di Andorra

I due coprincipi di Andorra sono il vescovo della diocesi spagnola di Urgell, situata a sud del piccolo Stato, e il presidente della Repubblica francese. Questi rappresenta l'unico caso di capo di Stato che – sebbene in coabitazione – sia alla testa di un Paese confinante (per esempio il sovrano del Regno Unito è anche capo di Stato di diversi Paesi tra cui Australia, Canada e Nuova Zelanda, ma nessuno dei Paesi dei quali è a capo confina con il Regno Unito). Andorra e San Marino sono gli unici due Stati al mondo ad avere due capi di Stato.
Le cariche sono formali, in quanto i due coprincipi delegano i propri poteri (in origine erano di veto) ai loro rappresentanti andorrani. È infatti il primo ministro di Andorra che, di fatto, esercita il potere, assieme al suo governo.
Gli attuali capi di Stato formali sono il vescovo d'Urgell Josep-Lluís Serrano Pentinat e il presidente francese Emmanuel Macron.
La Costituzione di Andorra risale al 2 febbraio 1993. Fino a poco tempo fa il sistema politico di Andorra non prevedeva una chiara distinzione tra potere legislativo, esecutivo e giudiziario. La costituzione, ratificata e approvata nel 1993, stabilisce Andorra come una democrazia parlamentare che mantiene i coreggenti come capi di Stato, ma il capo del governo possiede il potere esecutivo. I due coreggenti (il presidente della Repubblica francese e il vescovo della diocesi spagnola di Urgell) servono entrambi con poteri pari ma limitati, che non includono il diritto di veto sugli atti del governo. Essi vengono rappresentati ad Andorra da due delegati.

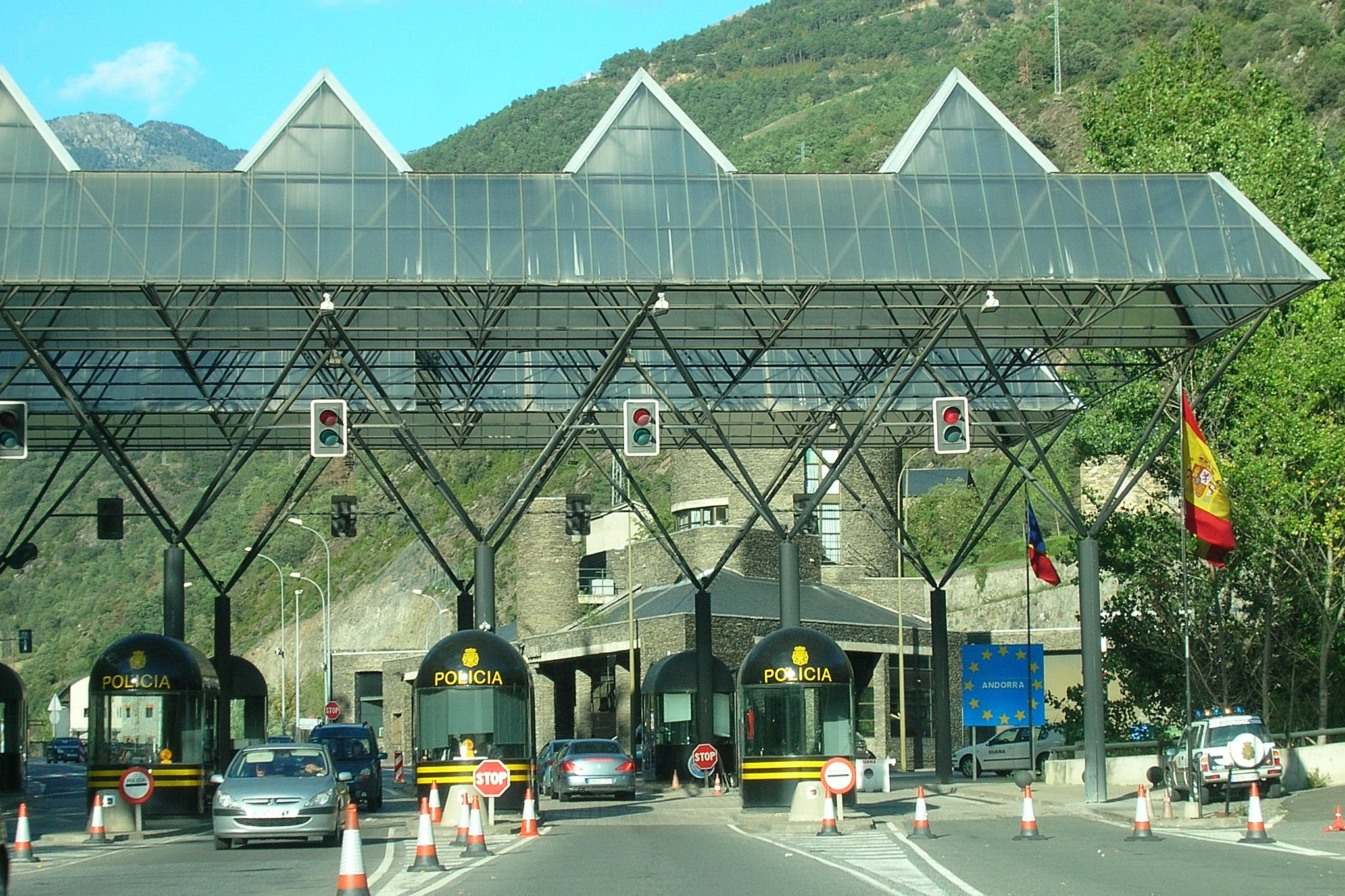
La frontiera con la Spagna: notare l'assenza di bandiere europee ma la presenza del cartello comunitario con le 12 stelle (alla frontiera con la Francia paradossalmente lo stesso cartello non è presente), mentre la bandiera andorrana, forse per motivi di spazio, è posta prima del confine, in territorio spagnolo

Il principale corpo legislativo di Andorra è il Consiglio generale, conosciuto anche con l'antico nome di Consiglio generale delle valli, (che trae le sue origini del Consell de la Terra istituito l'11 febbraio 1419), un parlamento monocamerale con 28 seggi. I membri vengono eletti con il voto popolare diretto, 14 da un'unica circoscrizione nazionale e 14 come rappresentanti di ciascuna delle 7 parrocchie, tutti con un mandato di sette anni. Il Consiglio generale elegge un Capo del Governo (Cap de Govern), che a sua volta nomina i ministri del governo, il Consiglio Esecutivo (Govern). Andorra non ha esercito, e la difesa dello Stato è affidata a Francia e Spagna.
Non è membro dell'Unione europea, ma viene considerato per molte materie alla stregua: sulla frontiera con la Spagna appaiono cartelli europei con la scritta "Andorra", la moneta circolante è l'Euro e in molte materie economiche vigono i regolamenti europei. Andorra non ha aderito agli Accordi di Schengen e formalmente per entrare e uscire servirebbe un visto: in realtà per i membri dell'Unione europea basta esibire un documento valido, anche una semplice carta d'identità. La ragione è molto semplice: l'immigrazione è veramente irrisoria e la mancanza di vie di comunicazioni principali come aeroporti o ferrovie rende inutile ogni controllo serio, che è affidato alle nazioni confinanti.
I controlli doganali sono quasi inesistenti. Fra Spagna e Andorra l'unica dogana attiva è quella fra il comune di La Farga de Moles e quello di Sant Julià de Lòria; fra Andorra e Francia c'è un unico posto doganale a Porta, in territorio francese.

## Istituzioni

### Università
Nel Principato di Andorra, attualmente, esiste una sola università istituita nel 1997: l'Università di Andorra, che si trova nel comune di Sant Julià de Lòria.

## Economia
Il turismo è il pilastro principale della piccola ma fiorente economia di Andorra, e ammonta a circa l'80% del prodotto interno lordo. Circa 9 milioni di turisti visitano il principato ogni anno, attratti dal suo stato di porto franco e dalle sue località di villeggiatura estive e invernali. Il vantaggio di Andorra è stato recentemente eroso con l'apertura delle economie di Francia e Spagna al mercato unico europeo, che fornisce una più ampia disponibilità di beni a tariffe più basse. Nella fattispecie è bene tenere presente che un limite alle esportazioni è espresso nel valore di 525 € a persona (questo al 16 agosto 2008). Il settore bancario, grazie allo status di paradiso fiscale di cui gode Andorra, contribuisce sostanzialmente all'economia. La produzione agricola è limitata - solo il 2% del terreno è arabile - la maggior parte del cibo è importato. La principale attività agricola è l'allevamento di pecore; la produzione manifatturiera consiste principalmente di sigarette, sigari e arredamento. Andorra non è un membro dell'Unione europea, ma gode di una particolare relazione con essa: ad esempio viene trattato come un membro pieno per quanto riguarda il commercio di beni manifatturieri (nessun dazio) ma come un non membro per i prodotti agricoli.
Andorra non possedette mai una sua valuta, in quanto fino al 1999 usò quelle in uso dei suoi due vicini, come il franco francese e la peseta spagnola, che furono poi sostituite dall'euro, che quindi oggi ha validità in Andorra. Alcune monete proprie, come i dinar di 100 centims vennero coniate dopo il 1982, senza corso legale e destinate al collezionismo.
Il sistema fiscale italiano, con il decreto ministeriale 4 maggio 1999, ha inserito Andorra tra gli Stati o Territori aventi un regime fiscale privilegiato, nella cosiddetta Lista nera, ponendo quindi limitazioni fiscali ai rapporti economico commerciali che si intrattengono tra le aziende italiane e i soggetti ubicati in tale territorio.

## Cultura

### Patrimoni dell'umanità
La valle Madriu Perafita Claror, nel 2004, è stato il primo sito di Andorra a essere iscritto nella Lista dei patrimoni dell'umanità dell'UNESCO.

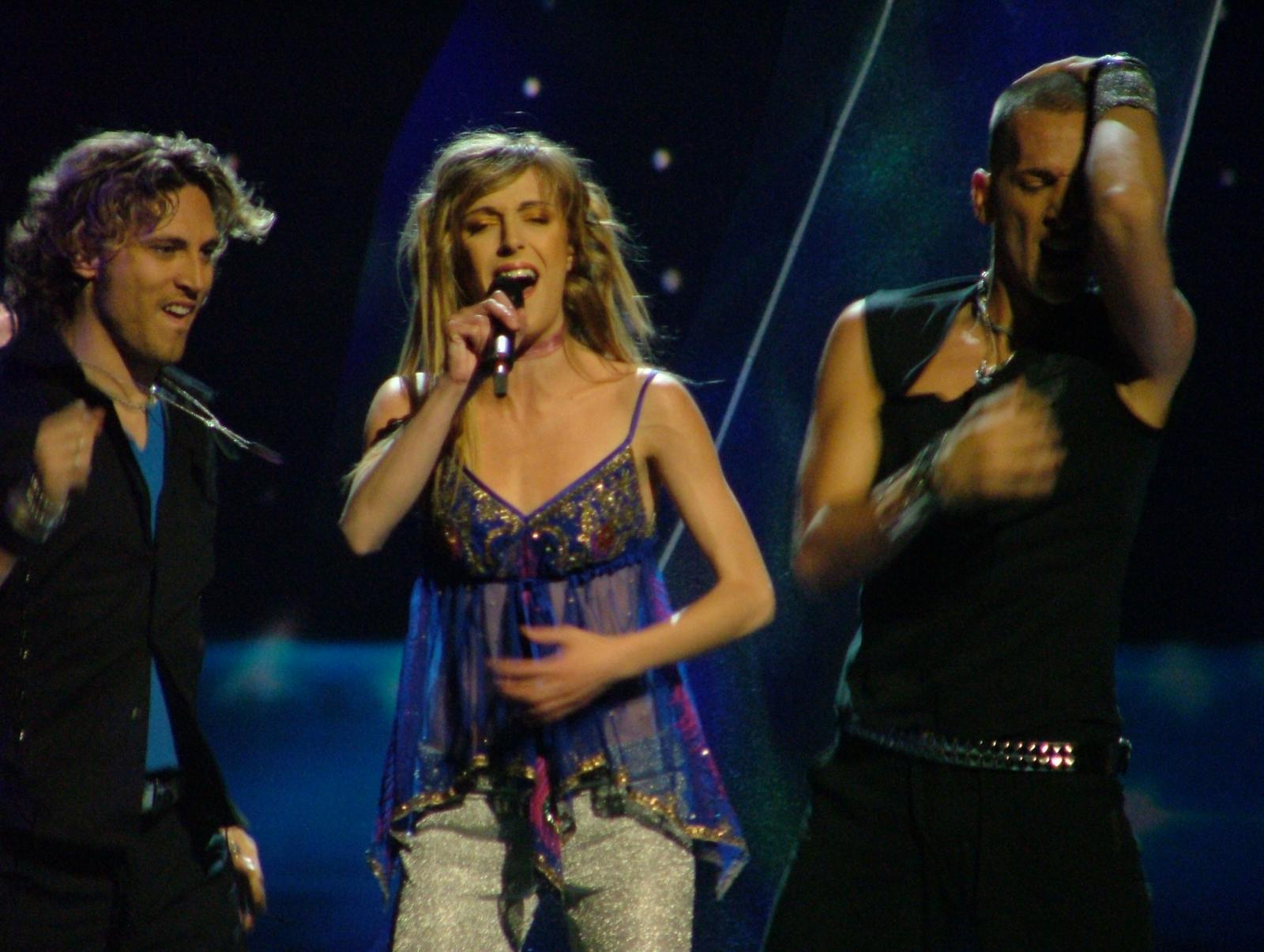
Marta Roure, durante l'esibizione all'Eurovision Song Contest 2004

### Produzione letteraria
Nel XVIII secolo assume una certa importanza letteraria per Andorra il Manual Digest, una compilazione della storia, e dei costumi di Andorra, scritta in catalano e in latino nel 1748 da Antoni Fiter i Rossell.
Nel XX secolo si distinsero tra gli altri gli scrittori Albert Salvadò, Albert Villarò, il cui romanzo Blu di Prussia è stato tradotto anche in italiano, Juli Minoves Triquell, e Abel Montagut

### Musica
In campo musicale ricordiamo Marta Roure e la band Progressive death metal dei Persefone.

### Cucina
Un piatto tipico della penisola iberica dell'est ma diffuso e originario anche di Andorra è la coca.

## Festività nazionali
| Data        | Nome                                 | Spiegazione                                                     |
| ----------- | ------------------------------------ | --------------------------------------------------------------- |
| 1º gennaio  | Capodanno                            | Capodanno                                                       |
| 6 gennaio   | Epifania                             | Epifania                                                        |
| 14 marzo    | Dia de la Constitució                | Festa di adozione della costituzione di Andorra (14 marzo 1993) |
| variabile   | Pasqua                               | Pasqua                                                          |
| variabile   | Lunedì dell'Angelo                   | Lunedì dell'Angelo                                              |
| 1º maggio   | Festa dei lavoratori                 | Festa dei lavoratori                                            |
| variabile   | Corpus Domini                        | Corpus Domini                                                   |
| 15 agosto   | Ferragosto                           | Assunzione di Maria                                             |
| 8 settembre | Diada de Meritxell (festa nazionale) | Santa patrona del principato                                    |
| 1º novembre | Tutti i Santi                        | Tutti i Santi                                                   |
| 8 dicembre  | Immacolata Concezione                | Immacolata Concezione                                           |
| 24 dicembre | Vigilia di Natale                    | Vigilia di Natale                                               |
| 25 dicembre | Natale                               | Natale                                                          |
| 26 dicembre | Santo Stefano                        | Santo Stefano                                                   |
| 31 dicembre | Vigilia di Capodanno                 | Vigilia di Capodanno                                            |

## Sport
- La Federació Andorrana de Rugby è stata la prima federazione andorrana di uno sport di squadra; è stata fondata nel 1985 ed è divenuta membro dell'IRB nel 1991.
- La Nazionale di hockey su pista di Andorra ha ottenuto notevoli risultati, vincendo il Campionato del mondo B nel 1992 e nel 2002.
- Andorra partecipa ai Giochi del Mediterraneo, pur non affacciandocisi, ed è l'unico paese partecipante a non aver mai vinto una medaglia.[22]
- Andorra partecipa ai Giochi dei piccoli stati d'Europa, dove vanta 45 medaglie d'oro, 89 medaglie d'argento, 118 medaglie di bronzo.
- Andorra organizza un campionato di calcio e ha una propria squadra nazionale.
- È possibile praticare lo sci a Vallnord, a Grandvalira, a Naturlandia e a Soldeu, che ha anche ospitato delle tappe di Coppa del Mondo di sci alpino. Il 9 dicembre 2023, lo sciatore Joan Verdú arriva terzo nel Supergigante di Val-d'Isère valido per la Coppa del Mondo di sci alpino 2024. È il primo podio per Andorra.
- Ogni anno a Vallnord si corre una delle tappe del campionato del mondo di downhill indetto dall'UCI. Si gareggia negli impianti sciistici d'estate.
- Il 22 maggio 2013 Domi Trastoy è stato il primo andorrano a raggiungere la vetta del monte Everest.[23]
- Nel motociclismo l'andorrano Xavier Cardelús ha disputato più di cinquanta gare nel motomondiale oltre a gareggiare continuativamente nel Campionato Europeo Velocità.[24]

### Annotazioni
1. ↑  Data tradizionalmente assegnata alla stipula del Paréage di Andorra, un patto di tipo feudale.
2. ↑  Dopo l’annessione alla Francia nel 1811, l’indipendenza del paese è stata di fatto ristabilita con il Trattato di Parigi del 1814, che diede inizio alla Restaurazione.

### Riferimenti
1. ↑  (EN) Population growth rate, su CIA World Factbook. URL consultato il 28 febbraio 2013 (archiviato dall'url originale il 25 giugno 2014).
2. ↑  Fino al 2014 l'euro era stato adottato unilateralmente, anche se Andorra non faceva ancora parte dell'eurozona (prima dell'euro erano in vigore il franco francese e la peseta spagnola).
3. 1 2 3   The World Factbook (archiviato dall'url originale il 10 luglio 2010). Stima della CIA 2012.
4. ↑   Tasso di fertilità nel 2010, su data.worldbank.org. URL consultato il 12 febbraio 2013 (archiviato il 23 febbraio 2013).
5. ↑  (FR) Andorre, su lacsdespyrenees.com. URL consultato il 19 agosto 2021 (archiviato il 17 agosto 2021).
6. ↑   Andorra, su scuola-e-cultura.it.
7. ↑   Konan, Geograficamente: STATI EUROPEI PER SUPERFICIE, su Geograficamente, 5 marzo 2015. URL consultato l'8 giugno 2021 (archiviato il 7 settembre 2024).
8. ↑  (EN) Andorra, su data.un.org.
9. ↑  https://symbolhunt.com/andorra/national-founder/
10. ↑   Clima di Andorra, su it.weatherspark.com. URL consultato il 7 febbraio 2025.
11. ↑   Departament d'Estadística, su estadistica.ad. URL consultato il 15 febbraio 2019 (archiviato dall'url originale il 15 gennaio 2017).
12. ↑   The World Factbook, su cia.gov, CIA,  p. Andorra. URL consultato il 15 aprile 2014 (archiviato dall'url originale il 24 dicembre 2018).
13. 1 2   Andorra, in The World Factbook, CIA. URL consultato l'8 novembre 2012 (archiviato dall'url originale il 10 luglio 2010).
14. ↑   Ethnologue report for Andorra, in Ethnologue, SIL International. URL consultato l'8 novembre 2012.
15. ↑  (CA) Observatori de l'Institut d'Estudis Andorrans, su iea.ad. URL consultato il 5 giugno 2013 (archiviato dall'url originale il 17 luglio 2007).
16. ↑  (CA) Parròquies d'Andorra, su Església Catòlica d'Andorra (archiviato dall'url originale il 24 novembre 2010).
17. ↑  (CA, ES, EN, FR) Les parròquies i els seus Comuns, su Portal Turístic d'Andorra (archiviato dall'url originale il 9 febbraio 2011).
18. ↑  (CA) POBLACIÓ PER POBLE, su estadistica.ad.
19. ↑   Copia archiviata, su visitandorra.com. URL consultato il 1º marzo 2019 (archiviato dall'url originale il 1º marzo 2019).
20. ↑   Eventi e festività Andorra - fiere, sagre e manifestazioni, su paesionline.it. URL consultato l'8 giugno 2021 (archiviato il 7 settembre 2024).
21. ↑  (EN) Andorra sui Giochi del Mediterraneo, su italiawiki.com. URL consultato l'8 giugno 2021.
22. ↑  (ES) Domi Trastoy és el primer andorrà que corona el cim del món, su diariandorra.ad, 23 maggio 2013. URL consultato il 16 ottobre 2019 (archiviato il 16 ottobre 2019).
23. ↑   Carriera di Xavier Cardelús, su motosprint.corrieredellosport.it, Conti Editore S.r.l. URL consultato il 22 agosto 2023 (archiviato il 22 agosto 2023).